# Pole Yanga-Millsa

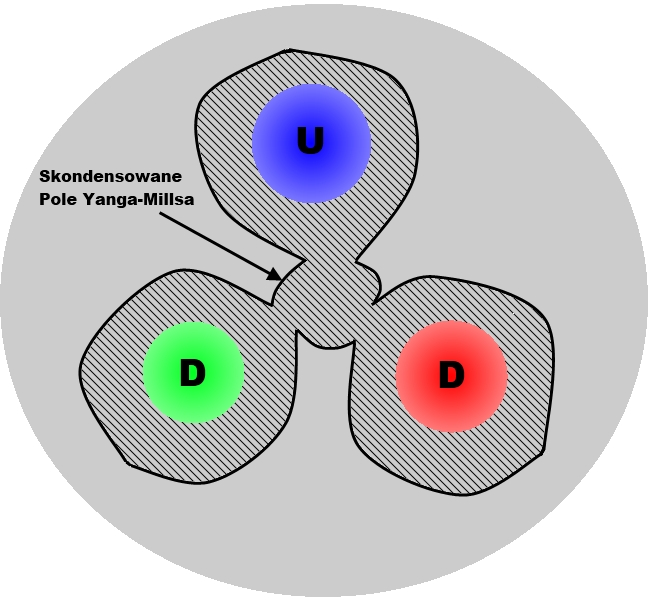
Schematyczny rysunek pola Yanga-Millsa w modelu neutronu

Struktura neutronu, zbudowanego z trzech kwarków: dwóch kwarków dolnych "d" i jednego kwarka górnego "u" (układ udd), związanych silnym oddziaływaniem przenoszonym przez gluony.

Kwarki posiadają ładunki kolorowe przenoszone przez gluony

Pole Yanga-Millsa – pole rządzące oddziaływaniem wszystkich znanych cząstek elementarnych we Wszechświecie. Zostało zaproponowane w 1954 roku przez Chen Ning Yanga i jego ucznia Roberta Millsa. Jest ono uogólnieniem pola Maxwella – wprowadzonego sto lat wcześniej, by m.in. opisać światło – z tym wyjątkiem, że pole Yanga-Millsa w niektórych teoriach dopuszcza obecność ładunku magnetycznego. Dla oddziaływań słabych kwantem odpowiadającym polu Yanga-Millsa jest wuon (bozon W), który może mieć ładunek (czyli słaby izospin) +1 lub -1 oraz zeton (ładunek 0). Nośnikiem oddziaływania silnego są gluony występujące w ośmiu stanach kwantowych.
Istnieją dwa równoważne opisy teorii Yanga-Millsa: jeden wykorzystuje bozony cechowania, a drugi – topologiczne ekscytacje pól (np. monopole, instantony, merony itd.).

## Oddziaływania silne
Kwarki łączą się ze sobą dzięki wymianie małych porcji energii nazywanych gluonami. Skondensowane pole gluonowe jest na tyle silne, że kwarków nie można nigdy rozdzielić, wyjaśnia to dlaczego nigdy nie wykryto kwarków eksperymentalnie jako cząstek swobodnych. (Zobacz też: swoboda asymptotyczna)

## Oddziaływania słabe
Oddziaływania słabe decyduje o własnościach leptonów. Oddziałują ze sobą wymieniając kwanty zwane wuonami i zetonami. Siły powstające w wyniku wymiany tych dwóch bozonów są zbyt słabe, aby związać trwale leptony.

## Oddziaływanie elektromagnetyczne
Bozonem cechowania oddziaływania elektromagnetycznego jest foton. Nie ma on masy, w związku z czym porusza się z prędkością światła. Jak inne bozony cechowania Modelu Standardowego ma spin równy 1. Zgodnie z przewidywaniami przy bardzo wysokich temperaturach (10^15 K) oddziaływanie elektromagnetyczne i oddziaływanie słabe łączą się w oddziaływanie elektrosłabe. Przy niższych temperaturach symetria opisująca to oddziaływanie jest jednak spontaniczne łamana z powodu istnienia pola Higgsa.

## Renormalizacja
Problem pojawił się przy analizie zderzeń cząstek. Na przykład: gdy neutrino zderza się z elektronem wymieniają kwant słabego oddziaływania – wuon. To oddziaływanie można z początku opisać diagramem Feynmana, jednak zgodnie z teorią kwantową, należy dodać małe poprawki kwantowe, aby obliczenia były dokładne należy uwzględnić wszystkie diagramy Feynmana. Przez grafy z pętlą poprawki te okazały się nieskończone. Zostało to rozwiązane przez fizyka Gerardusa ’t Hoofta, który wykazał, że gdy mamy do czynienia z łamaniem symetrii pole Yanga-Millsa zyskuje masę, ale pozostaje skończoną wielkością, a nieskończoności spowodowane grafami z pętlą można uprościć lub usunąć.